# Kthellë
Kthellë là một xã trong quận Mirditë thuộc hạt Lezhë, Albania. Dân số năm 2005 là 3662 người.